# Гарднер, Александр
Алекса́ндр Га́рднер (англ. Alexander Gardner; 17 октября 1821, Пейсли, Шотландия, Британская империя — 10 декабря 1882, Вашингтон, США) — шотландский фотограф, эмигрировавший в США в 1856 году. Более всего известен своими фотографиями Гражданской войны в США, президента США Авраама Линкольна и казни организаторов убийства Линкольна.

## Биография
Родился в Пейсли, Ренфрушир. С 14 до 21 года был учеником ювелира. Принадлежал к Церкви Шотландии. Увлекался Робертом Оуэном, разделял идеи социализма и мечтал создать кооператив в Соединённых Штатах, в котором бы воплотились социалистические идеи. В 1850 году приобрёл землю в Айове, но не жил там, пожелав остаться в Шотландии и заработать на кооперативе денег. В 1851 году стал редактором газеты Glasgow Sentinel; в том же году посетил Всемирную выставку в Лондоне и заинтересованный работами американского фотографа Мэтью Брейди увлёкся фотографией.
В 1856 году вместе с семьёй эмигрировал в США; узнав, что многие из участников созданного им кооператива умерли от туберкулёза, решил остаться в Нью-Йорке, где начал работать фотографом, сначала под руководством Мэтью Брейди, а вскоре и самостоятельно. Известность приобрёл с 1862 года своими фотографиями сражений Гражданской войны в стране, которые в 1866 году были выпущены в двухтомном издании Gardner’s Photographic Sketch Book of the Civil War.
Также Гарднер сделал семь прижизненных фотографий президента Линкольна, несколько фотографий его похорон. Он был единственным фотографом, допущенным, чтобы сделать фотографии участников заговора с целью убийства Линкольна и самого момента их казни через повешение. После окончания войны создал целый цикл получивших известность фотографий индейцев различных народов. В 1871 году оставил фотографию и создал страховую компанию в Вашингтоне, прожив там до конца жизни.
В настоящее время некоторые фотографии Гарднера времён Гражданской войны признаются специалистами постановочными.